# جاكو باستوريوس
جاكو باستوريوس (Jack Pastorius) ولد في 1 ديسمبر 1951 و توفي في في 21 سبتمبر 1987.هو عازف جاز وغيتار أمريكي.

## روابط خارجية
- جاكو باستوريوس على موقع IMDb (الإنجليزية)
- جاكو باستوريوس على موقع ميوزك برينز (الإنجليزية)
- جاكو باستوريوس على موقع إن إن دي بي (الإنجليزية)
- جاكو باستوريوس على موقع أول ميوزيك (الإنجليزية)
- جاكو باستوريوس على موقع ديسكوغز (الإنجليزية)
- جاكو باستوريوس على موقع قاعدة بيانات الفيلم (الإنجليزية)